# Albert Montagut
Albert Montagut és un periodista, professor universitari, escriptor i articulista de Barcelona. És el fundador de Coolt, una publicació cultural i d'anàlisi sociopolític d'abast Llatinoamericà (coolt.com) de la que és director. Doctor en Periodisme i Ciències de la Comunicació i llicenciat en Ciències de la Informació per la Universitat Autònoma de Barcelona, va ser director adjunt d'El Mundo del Siglo XXI i director fundador de l'edició catalana d'El Mundo, el 2001 va tornar a El Periódico de Catalunya com a director adjunt i aquell any va ser nomenat director fundador de la cadena de diaris gratuïts del Grup Planeta ADN.
El novembre del 2013 va ser nomenat director de comunicació del Futbol Club Barcelona. Abans d'acabar la seva etapa en el FC Barcelona va transformar la revista del club, Barça; va ser també director de l'àrea global del FC Barcelona, i va dirigir, el setembre del 2016, la campanya global per publicitar l'obertura de l'oficina del club blau-grana a Nova York amb la il·luminació del Empire State Building amb el colors blaugrana.
És autor de tres assajos literaris: Fe de errores. Una historia de periodistas (Temas de Hoy, 2009) i NewPaper. Cómo la revolución digital transforma la Prensa (Deusto, 2012). El prestigiós periodista Vicente Verdú va escriure al pròleg de NewPaper: "Montagut cuenta, a la manera de una aurora bíblica, cómo fueron amaneciendo las luces de otra era". És autor també de Reset. Cómo concluir la revolución digital del periodismo (Galaxia Gutenberg, 2021), un assaig sobre la seva tesi doctoral.